# 上博斯达罗斯
上博斯达罗斯（法語：Haut-de-Bosdarros，法語發音：[o də bɔsdaʁɔs]）是法国大西洋比利牛斯省的一个市镇，与博斯达罗斯相邻,属于波城区。

## 地理
上博斯达罗斯（43°10'17"N, 0°19'54"W）面积12.31 平方千米，位于法国新阿基坦大区大西洋比利牛斯省，该省份为法国东南部省份，涵盖了贝阿恩与北巴斯克，西临大西洋比斯開灣，北至朗德省，东北接热尔省，东临上比利牛斯省，南与西班牙接壤。
与上博斯达罗斯接壤的市镇（或旧市镇、城区）包括：阿罗斯德奈、博斯达罗斯、布鲁日-卡比斯-米法热、利斯、塞维尼亚克-梅拉克。
上博斯达罗斯的时区为UTC+01:00、UTC+02:00（夏令时）。

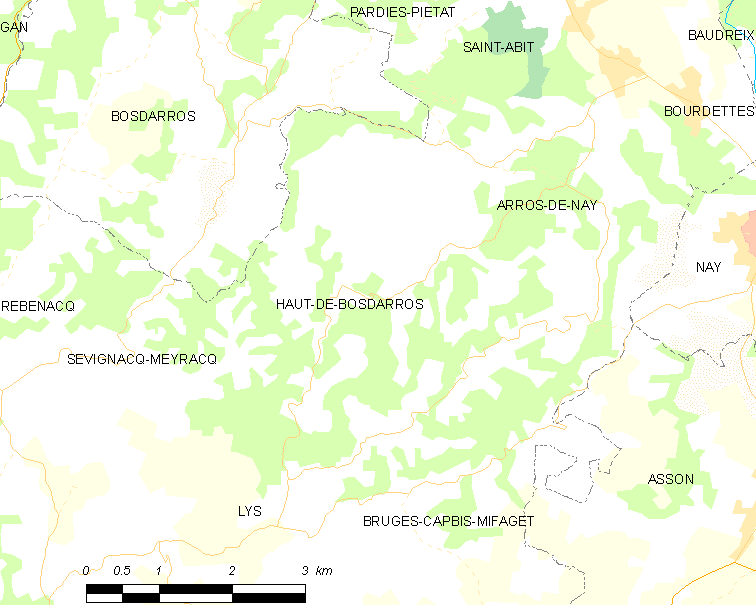
上博斯达罗斯的OSM定位图

## 行政
上博斯达罗斯的邮政编码为64800，INSEE市镇编码为64257。

## 政治
上博斯达罗斯所属的省级选区为乌佐姆河、激流与内兹河岸县。

## 人口

1962-2008年间上博斯达罗斯人口变化图示

上博斯达罗斯于2022年1月1日时的人口数量为325人。